# Pekinger Deutsche Zeitung
Die Pekinger Deutsche Zeitung war eine Wochenzeitung. Sie erschien im Jahr 1901 für deutsche Militärangehörige während der Niederschlagung des Boxeraufstandes.

## Geschichte
Zum 25. Dezember 1900 erschien eine Weihnachtsausgabe des Pekinger Tageblatts als einzige Ausgabe mit diesem Titel.
Diese enthielt einige Texte  zum Weihnachtsfest, ein Weihnachtslied mit Noten sowie militärische Artikel und offizielle Bestimmungen. Zur Redaktion gehörten mehrere deutsche Offiziere. Die Zeitung war auf dünnem gelblichen chinesischen Papier einseitig gedruckt, wobei der Buchstabe z meist fehlte, da dieser in dem englischsprachigen Setzkasten nur selten vorhanden war. Die offizielle Auflage betrug 50.000 Exemplare.
Seit Anfang 1900 erschien dann die Pekinger Deutsche Zeitung wöchentlich. Darin waren Berichte über die Region, wie zum Beispiel Höchstpreise für verschiedene Waren auf den Märkten, enthalten. Außerdem gab es militärische Berichte, Verordnungen, Anzeigen und mehr. Die Zeitung wurde auf einer Handpresse in einer Felddruckerei hergestellt. Einige Exemplare wurden von Lesern oder von der Redaktion auch nach Deutschland verschickt.
Zum 12. Juni 1901 erschien die letzte Ausgabe Nr. 24 mit einer Verabschiedung, da die deutschen Einheiten wieder ins Deutsche Reich zurückkehren sollten.